# Davide Rebellin
Davide Rebellin (født 9. august 1971, død 30. november 2022) var en italiensk professionel cykelrytter.
Han var mest kendt indenfor cykelverdenen for sin sensationelle 2004-sæson. Han fik en "trippel" med Amstel Gold Race, La Flèche Wallonne og Liège-Bastogne-Liège. Han blev også nummer to i en række løb som Paris-Nice og treer Clásica de San Sebastián.
I 2007 vandt han Flèche Wallonne igen, og blev med det den ældste vinder af et ProTour-løb. I marts 2008 vandt han etapeløbet Paris-Nice i en alder af 36 år, tre sekunder foran Rinaldo Nocentini efter 1120 kilometer over 7 etaper. Under OL i Beijing i 2008 fik han sølv i landevejsløbet, efter Samuel Sánchez. Denne medalje fik han dog senere frataget, da han blev testet positiv for brug af bloddoping. I stedet fik Fabian Cancellara sølvmedaljen.

## Eksterne links
- Wikimedia Commons har flere filer relateret til Davide Rebellin
- Davide Rebellins opslag i Munzinger Sportsarchiv (tysk)
- Davide Rebellins profil på Sports-Reference OL-resultater (arkiveret) (engelsk)
- Davide Rebellins profil på Olympedia (engelsk)
- Davide Rebellins profil hos UCI (engelsk)
- Davide Rebellins profil på CycleBase (engelsk)
- Davide Rebellins profil på Cykelsiderne
- Davide Rebellins profil på Cycling Quotient (engelsk)
- Davide Rebellins profil på ProCyclingStats (engelsk)
- Davide Rebellins profil på FirstCycling